# 烏枢沙摩明王

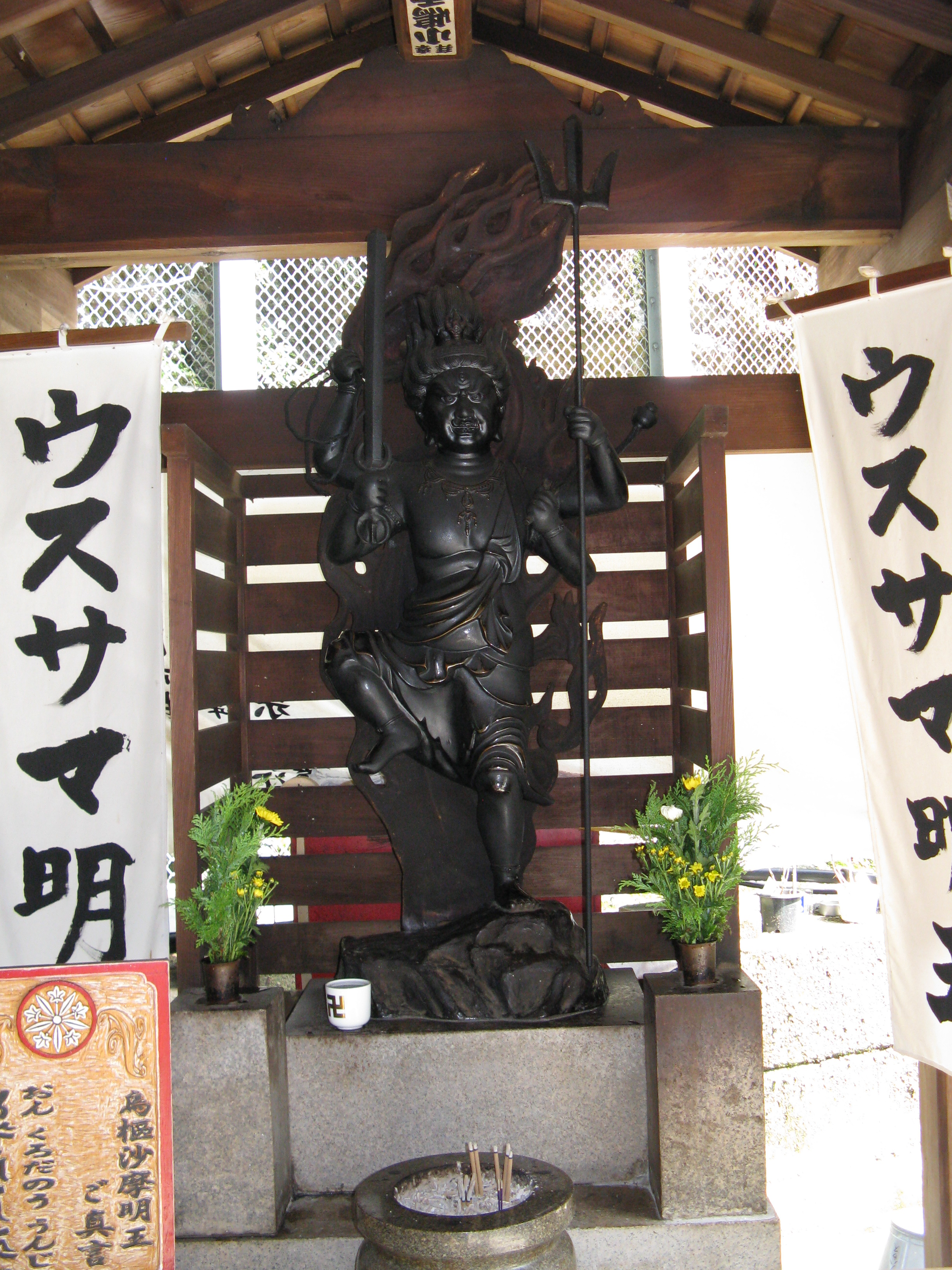
烏枢沙摩明王(宝山寺)

烏枢沙摩明王（うすさまみょうおう、梵: Ucchuṣma）は、密教における明王の一尊である。「烏枢瑟摩」「烏蒭沙摩」「烏瑟娑摩」「烏枢沙摩」とも表記される。真言宗・天台宗・禅宗・日蓮宗などの諸宗派で信仰される。台密では五大明王の一尊である。日蓮宗では「烏蒭沙摩明王」の表記を用い、火神・厠の神として信仰される。「うすしまみょうおう」（烏枢志摩明王、烏枢瑟摩明王）とも呼ばれる。

## 概説
『大威力烏枢瑟摩明王経』などの密教経典（金剛乗経典）に説かれる。明王の一尊であり、天台宗に伝承される密教（台密）においては、明王の中でも特に中心的役割を果たす五大明王の一尊に数えられる。
また、浄土宗では『放生慈済羯磨儀軌』に則り、この烏枢沙摩明王を祀って放生会を執り行う。
不浄を転じて清浄となす働きを持ち、憤怒尊として炎に包まれている。これらの特徴により、心の浄化はもとより日々の生活のあらゆる現実的な不浄を清める功徳があるとする幅広い解釈によって、あらゆる層の人々に信仰されてきた火の仏である。その性質から「不浄潔金剛」とも呼ばれ、「火頭金剛」と同一視された。

## 功徳
烈火をもって不浄を浄化することから、寺院の便所に祀られることが多い。
また、この明王は、（妊娠した人の）胎内にいる女児を男児に変化させる力を持っていると言われ、男児を求めた平安時代の公家に広く信仰されてきた。
京都市の大龍寺などではお手洗いに護符を祀り真言を唱えれば患いなしとされる。
静岡県伊豆市の明徳寺などでは、烏枢沙摩明王が下半身の病に霊験あらたかであるとの信仰がある。

## 伝承
『穢跡金剛霊要門』では、釈尊が涅槃に入ろうとした時、諸大衆諸天鬼神が集まり悲嘆している中、蠡髻梵王のみが天女との遊びにふけっていた。そこで大衆が神仙を使って彼を呼んだが、慢心を起こした蠡髻梵王は汚物で城壁を作っていたので近づくことが出来なかった。そこで釈尊は神力を使って不壊金剛を出現させた。金剛は汚物をたちまちに大地と変えて蠡髻梵王を引き連れてきた。そこで大衆は大力士と讃えた。

## 真言
- オン クロダノウ ウンジャク - Oṃ krodhana hūṃ jaḥ[10]
  - オン・クロダナウ・ウンジャク・ソワカ （臨済宗）[4]
- オン シュリマリママリ　マリシュシュリ　ソワカ[11] - 『陀羅尼集経』九、烏枢沙摩明王解穢法印第一七で説かれる[11]。

## 像容

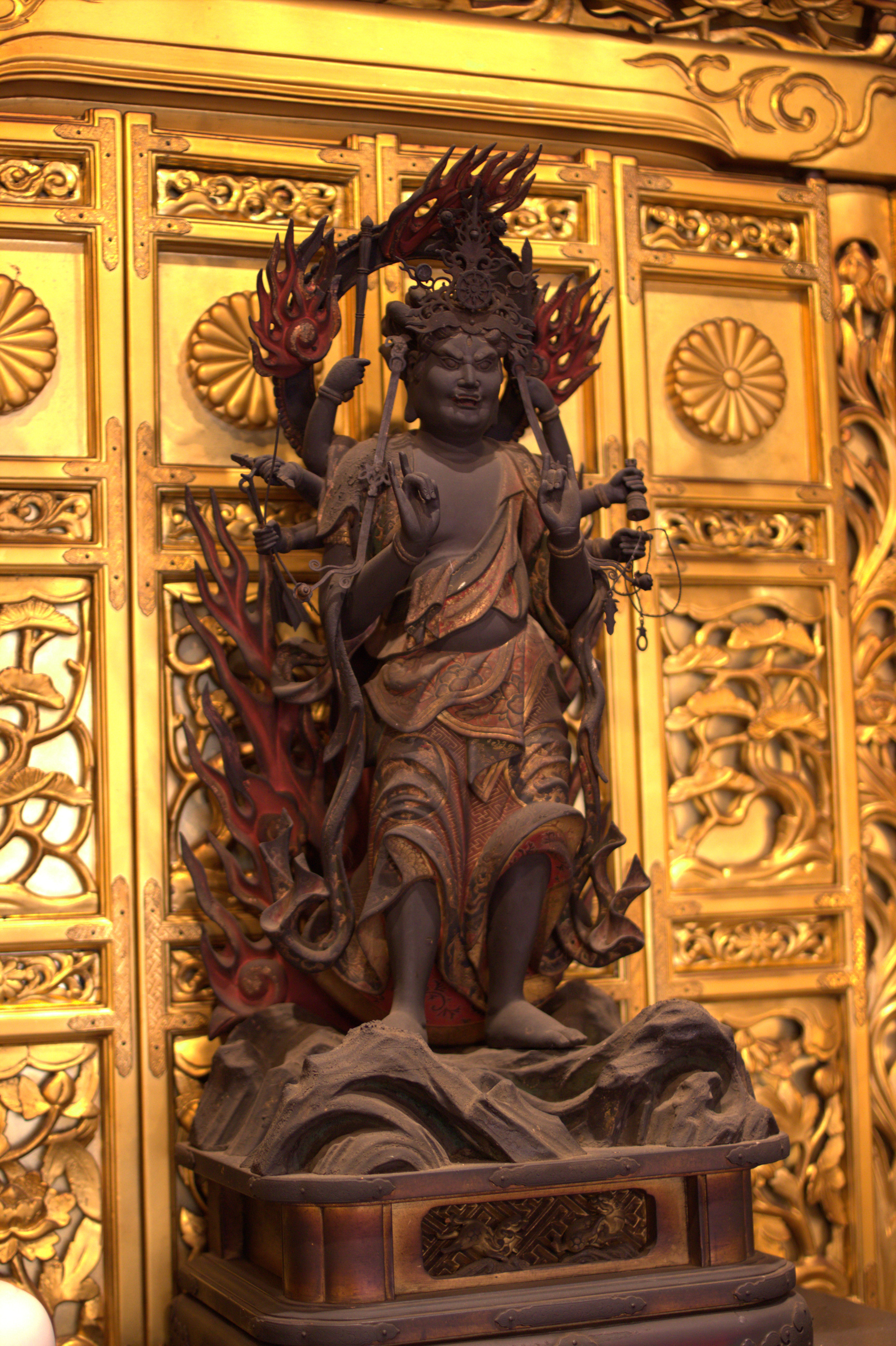
大龍寺の秘仏烏枢沙摩明王像（お前立ち・おまえだち）

烏枢沙摩明王は彫像や絵巻などに残る姿が一面六臂であったり三面八臂であるなど、他の明王に比べて表現にばらつきがあるが、主に右足を大きく上げて片足で立った姿であることが多い（または蓮華の台に半跏趺坐で座る姿も有名）。髪は火炎の勢いによって大きく逆立ち、憤怒相で全ての不浄を焼き尽くす功徳を表している。また複数ある手には輪宝や弓矢などをそれぞれ把持した姿で表現されることが多い。
五大明王の中の一尊としての造像遺例には、奈良の宝山寺の木像が見られる。江戸時代、元禄14年（1701年）に、湛海により造像されたものである。

## 烏枢沙摩明王を祀る寺院
曹洞宗
- 海雲寺（東京都）
- 瑞龍寺（富山県）
- 可睡斎（静岡県）
- 明徳寺（静岡県）
- 大光院（愛知県）

真言宗
- 満願寺（千葉県）[12]
- 来振寺（岐阜県）奈良国立博物館寄託
- 日龍峰寺（岐阜県）
- 狸谷山不動院（京都府）
- 御盥山不動坊（香川県）

天台宗
- 東光寺（東京都）
- 観音正寺（滋賀県）

浄土宗
- 大龍寺（京都府）

日蓮宗
- 護国寺（京都府）
- 本経寺（兵庫県）[13]

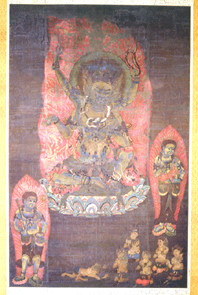
烏蒭沙摩明王
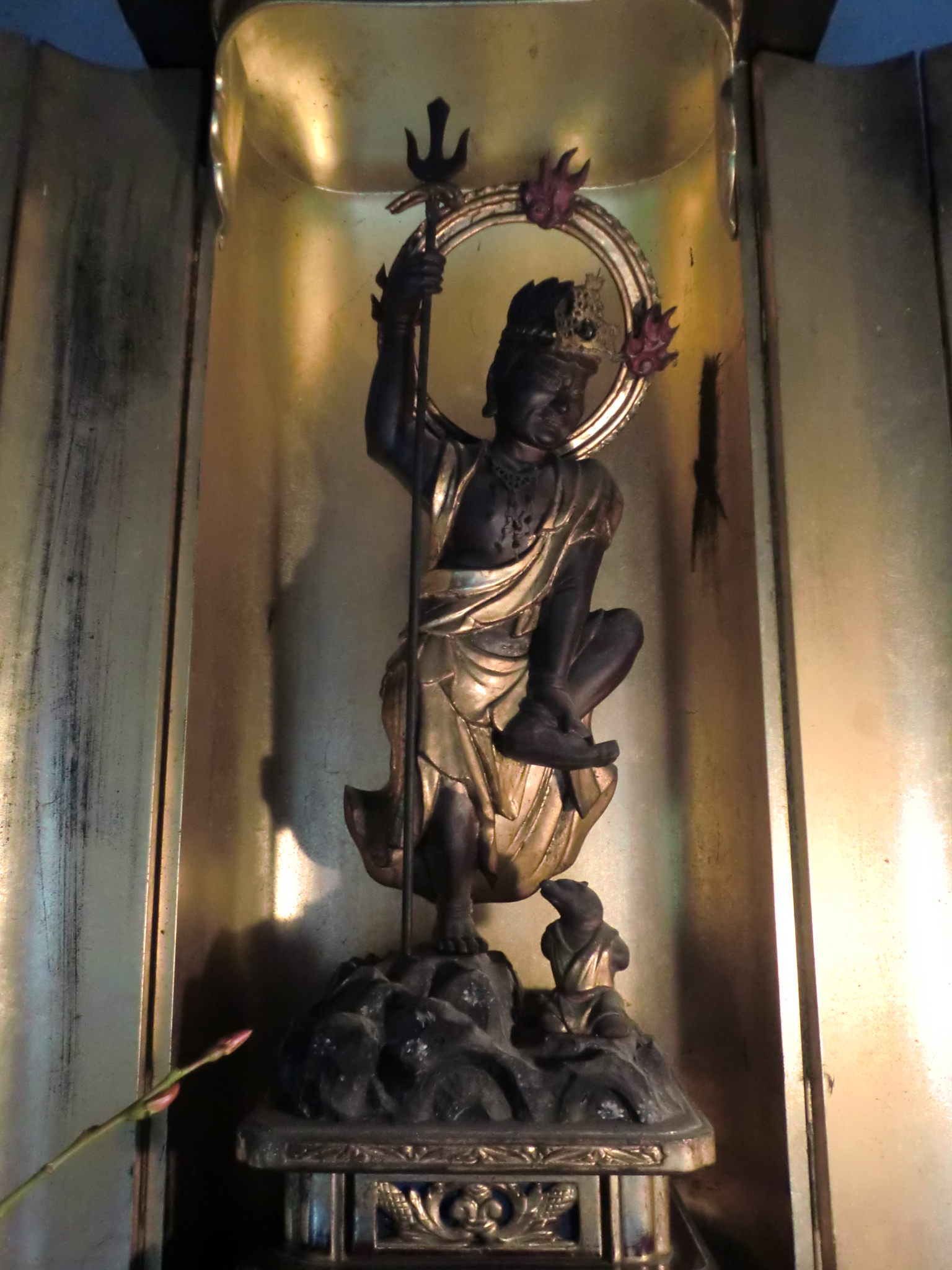
瑞龍寺の烏瑟沙摩明王像（ミニチュア）